# دیمین وارنر
دیمین وارنر (انگلیسی: Damian Warner؛ زادهٔ ۴ نوامبر ۱۹۸۹) ورزشکار دهگانه اهل کانادا است. از افتخارات وی می‌توان به کسل مدال نقره ده‌گانه در ۲۰۱۵ پکن و مدال برنز ده‌گانه در ۲۰۱۳ مسکو اشاره کرد وی همچنین در المپیک ۲۰۲۰ توکیو موفق به کسب مدال طلا شد.